# アボカチンB
アボカチンB（avocatin B）は、アボカドに含まれる長鎖脂肪族アルコール（トリオール）、アボカデン（avocadene）とアボカジン（avocadyne）の混合物である。ポリヒドロキシル化された脂肪族アルコール（polyhydroxylated fatty alcohols; 略称: PFA）に分類される。アボカチンAはそれぞれの末端ヒドロキシ基がアセチル化されたものの混合物である。
アボカデンとアボカジンは1969年に未熟アボカド果実から単離・構造決定された。
アボカジンBは脂肪酸のβ酸化を阻害する効果がある。白血病等の腫瘍に対して効果があるとされる。

## 補足資料
- Lee, Eric. Evaluating the anti-leukemia activity of avocatin B. MS thesis. University of Waterloo, 2015.
- Spagnuolo, Paul A., and Michael A. Rogers. "Food as a drug." Oncoscience 2.10 (2015): 801.
- Tcheng, Matthew, et al. "The mitochondria target drug avocatin B synergizes with induction chemotherapeutics to induce leukemia cell death." Leukemia & lymphoma 58.4 (2017): 986-988.